# Kamagaya (Chiba)
Kamagaya (鎌ヶ谷市 Kamagaya-shi?) es una ciudad localizada en Chiba, Japón. Tiene una población estimada, a inicios de julio de 2022, de 109 793 habitantes.
La ciudad fue fundada el 1 de septiembre de 1971.

## Economía
Anteriormente un área agrícola, Kamagaya es ahora un centro comercial regional. Debido a sus numerosas conexiones de tren, sirve como centro de transporte y ciudad dormitorio para las cercanas Chiba y Tokio.

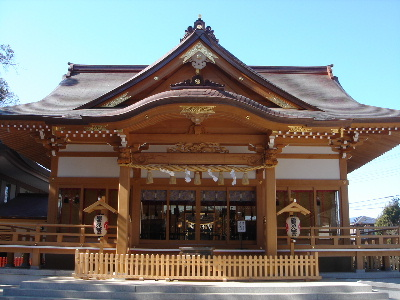
Santuario sintoísta Michinobe Hachimangū